# تي28

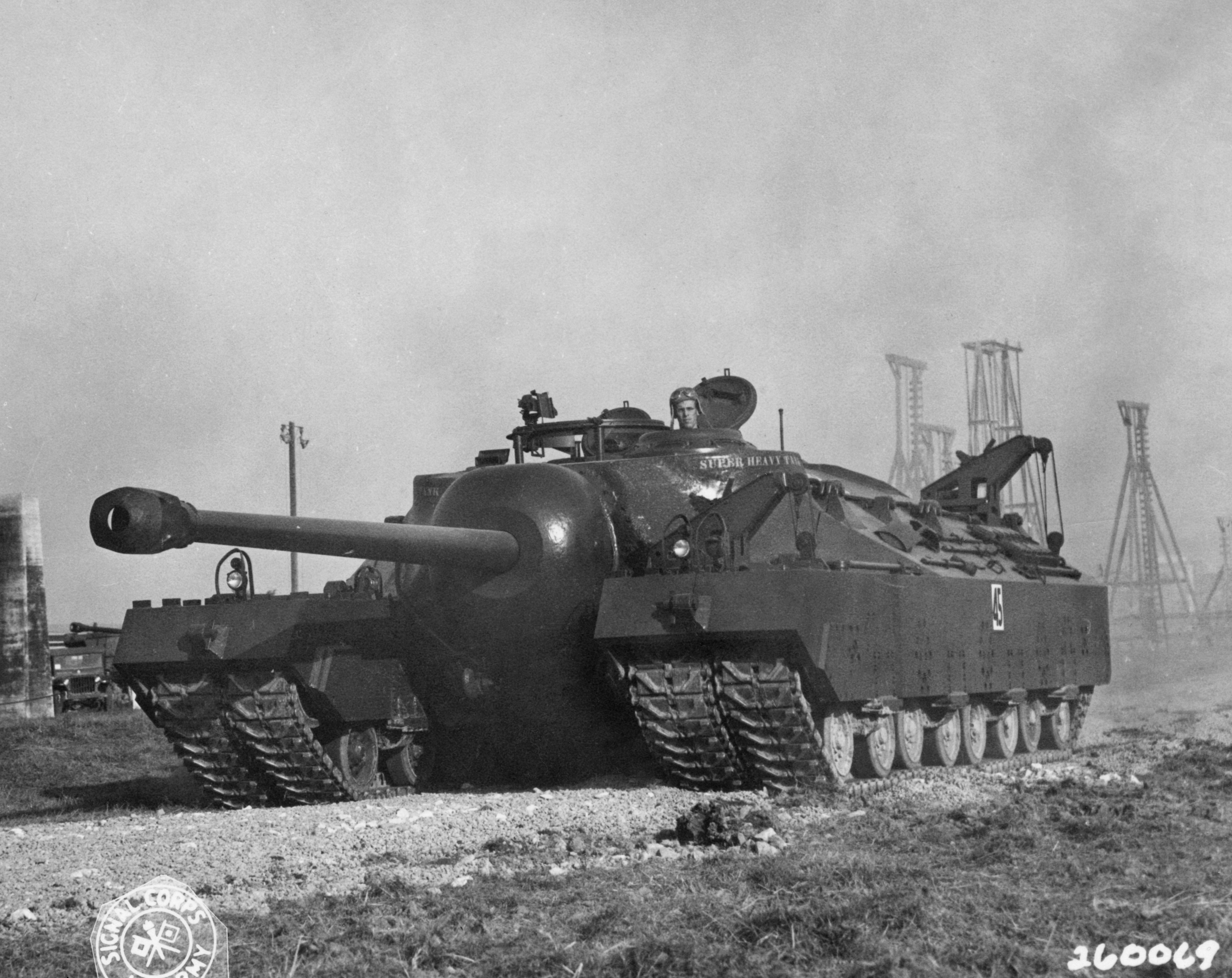
الدبابة عام 1946 في أبردين

تي28 دبابة أمريكية فائقة الثقل سميكة التدريع، ذاتية التلقيم، صممت لصالح الجيش الأمريكي خلال الحرب العالمية الثانية، تم تصميمها في الأصل لاختراق الدفاعات الألمانية على جبهة سيجفرايد، ثم لاحقاً تم اعتبارها أحد المشاركين الممكنين لغزو البر الرئيسي الياباني.
دبابة 86.2 طن تم تصميمها لتكون دبابة ثقيلة. أعيدت تسميتها بدبابة تي95 بمدفع 105 ملم في عام 1945 ثم اعيدت تسميتها باسم تي28 دبابة فائقة الثقل.

## التطوير
صممت الدبابة في الأصل لإستخدمها في مواجهة الدفاعات القوية المتوقعة من خط دفاع سيغفريد الألماني. كان مدفع تي5إي1 المركب على الدبابة معروفاً بأدائه الجيد في مقاومة الخرسانة و"متوقعاً منه أن يكون فعلاً للغاية في الحد من التحصينات الثقيلة. بعد اجتياز المركبة للتجارب، كانت قوات الحلفاء قد تسللت ودمرت خط سيغفريد، لذلك قرر المصممون أن توجه الدبابة للقتال في البر الياباني الرئيسي في وقت لاحق من الحرب. إستسلمت اليابان قبل أن يتم شحن الدبابة عبر البحر.
حددت الحاجة للدبابة لأول مرة عام 1943، إقترح قسم المعدات الحربية أن 25 دبابة ستكون جاهزة للعمليات، وفي مؤتمر إنعقد في مارس 1944 بين قسم المعدات الحربية وقوات الجيش البرية نتج عنه إتفاقية لصناعة 5 دبابات. زودت شركة باسيفيك كار آند فاوندري بالتصميم في مارس 1945، ولحّم أول هيكل للدبابة بحلول مارس. عندما إكتملت أول دبابة وأصحبت جاهزة للقتال كانت الحرب قد إنتهت، وقلص العدد من خمسة إلى إثنتين.
رغم انها لم تمتلك مدفعاً إلى انها زودت بمكمن لتسليحها الرئيسي، ويمكن للمدفع أن يرتفع من 19.5° −5° ويدور من 10° يميناً إلى 11° يساراً من خط المركز. أنتج نموذجين من الدبابة، وظلوا تحت الاختبار في أرض الاختبار بمدينة أبردين ومنشأة فورت نوكس حتى 1947 وفي نفس العام تعرضت أحد دبابات تي28 لدمار شديد بسبب اندلاع النار في محركها خلال «تدريبات يوما البرية» ثم قطعت وبعيت كخردة. لم تدخل الدبابة في الخدمة بسبب تصميمها الذي عفى عليه الزمن، وتكاليف صيانتها العالية ووزنها الثقيل الذي منعها من أن تنقل عبر البحار، ولكن إحتفظ بها لاختبار متانة المكونات الموجودة على مثل هذه المركبات الثقيلة. إنتهى العمل عليها قبل اكتماله حيث قرر قسم الحرب إيقاف تطوير مركبات بهذا الوزن. وأنهى برنامج تي28 في أكتوبر 1947، وفي ذلك الوقت تم بناء التصاميم لدبابة تي29 وتي30. إمتلكت تي 29 نفس المدفع الرئيسي ولكن ببرج متحرك. وطورت تي30 بمدفع ذا عيار أكبر ومحرك أقوى. استخدم مشروع تي29 لتجربة المكونات الميكانيكية لتصاميم دبابات مستقبلية.

## مركبة ناجية
في عام 1974 إكتشف آخر نموذج للدبابة تي28 مهجورة في حقل في فورت بيلفوير، فيرجينيا، ومموهة في وسط بعض الشجيرات، ومن غير المعروف أين كانت الدبابة موجودة في 27 سنة الماضية. إنها الوحيدة الباقية من هذا النوع من الدبابات وعرضت في متحف باتون للفرسان والدروع في ولاية كنتاكي. وفي عام 2011 تم شحنها إلى منزلها الجديد في فورت بيننغ في جورجيا، حيث وضعت في متنزه باتون الجديد وهو عبارة عن قطعة تبلغ مساحتها 30 أكر حيث أن جميع الدبابات التي خزنت في في فورت بيننغ معروضة حالياً. لسوء الحظ تدمرت الدبابة في يناير 2017 خلال نقلها لمكان آخر بسبب التجديد الخارجي عندما فشل سائق شاحنة إم1070 في التعامل مع منحدر، مما تسبب في كسر سلال تثبيت الدبابة حيث نزلت من المقطورة إلى خندق.